# إد سوتون
إد سوتون (بالإنجليزية: Ed Sutton)‏ هو لاعب كرة قدم أمريكية أمريكي، ولد في 16 مارس 1935 في سيلفا، نورث كارولاينا في الولايات المتحدة، وتوفي في 20 سبتمبر 2008 في ريدوود في الولايات المتحدة.

## وصلات خارجية
- إد سوتون على موقع كلية كرة السلة في سبورتس رفرنس.كوم (الإنجليزية)
- إد سوتون على موقع مرجع كرة القدم المحترفة.كوم (الإنجليزية)
- إد سوتون على موقع قاعة كارولاينا الشمالية للمشاهير الرياضية (الإنجليزية)